# Henri Chaoul
Henri Chaoul (* 14. Dezember 1887 in Dair al-Qamar, Libanon; † 1. Juni 1964 in Beirut) war ein libanesischer Radiologe und Strahlentherapeut.

## Leben
Chaoul absolvierte nach dem Abschluss seiner Schulzeit in Beirut ein Medizinstudium an der dortigen französischen Universität. Nach dem erfolgreichen Studienende war Chaoul zunächst in Paris und ab 1912 als Radiologe in Kairo tätig. Chaoul wurde Assistent von Professor Ferdinand Sauerbruch und baute unter diesem ab 1915 die Röntgenabteilung am Universitätsspital Zürich auf und wechselte mit Sauerbruch 1919 nach München. An der Universität München leitete der promovierte Mediziner Chaoul am Chirurgisch-Klinischen Institut der Universitätsklinik unter Sauerbruch als Oberarzt das dortige Radiologische Institut. Zudem war er ab 1924 zunächst als Privatdozent und ein Jahr später als außerordentlicher Professor an der Universität München tätig.
Chaoul folgte Sauerbruch im April 1928 nach Berlin und leitete an dem Chirurgischen Institut der Charité die Radiologische Abteilung. Chaoul wurde dort Anfang April 1930 außerordentlicher Professor und Ende April 1939 ordentlicher Professor für Röntgenologie und Strahlenheilkunde. Ab 1940 leitete Chaoul das Röntgeninstitut des Robert-Koch-Krankenhauses in Berlin-Moabit. Zudem übernahm er 1944 nach dem Tode Karl Friks das Universitätsinstitut für Radiologie der Charité.
Bei dem Bevollmächtigten für das Gesundheitswesen Karl Brandt war er ab 1944 auch Angehöriger des wissenschaftlichen Beirates. Gegen Ende des Zweiten Weltkrieges setzte er sich nach Alexandria ab und leitete dort nach Kriegsende die Röntgenabteilung des King Fuad I Hospitals.
Chaoul war ein international anerkannter Radiologe und Strahlentherapeut, der für seine Forschungen bezüglich Röntgendiagnostik, Tomographie und Nachbestrahlung mehrfach ausgezeichnet wurde. So entwickelte er 1931 die Nah- und Kontaktbestrahlung. Für diese Therapie wurde ein Oberflächenbestrahlungsgerät nach Chaoul entworfen, das teils noch bis heute eingesetzt wird.

## Schriften
- mit Eduard Stierlin: Klinische Röntgendiagnostik des Verdauungskanals, Wiesbaden: Bergmann 1916, 2. Auflage 1928